# 무라마쓰 도모키
무라마쓰 도모키(일본어: 村松 知輝, 1990년 7월 10일 ~ )는 일본의 축구 선수이다.

## 구단 경력
과거 카탈레 도야마, 혼다에서 활동하였다.